# Henry Lémery
Pour les articles homonymes, voir Lémery.
Henry Lémery, né le 9 décembre 1874 à Saint-Pierre et mort le 26 avril 1972 à Paris, est un homme politique français.
Parlementaire entre 1914 et 1940, il est au début du XXe siècle le premier Martiniquais à devenir membre d'un gouvernement en France. Éphémère garde des Sceaux en 1934, il est ministre-secrétaire d’État aux Colonies de juillet à septembre 1940, au début du régime de Vichy.

## Biographie

### Origines et formation
Henry Lémery naît le 9 décembre 1874 à Saint-Pierre (Martinique). Son père est un béké et sa mère une femme de couleur, « la négresse de l'habitation Pécoul » (domaine classé monument historique depuis 1981).
La fortune de son père, commerçant, lui donne accès à des études supérieures à Paris au lycée Louis-le-Grand — où il côtoie Charles Péguy — puis à la faculté de droit de Paris. En 1898, il s'inscrit au barreau et devient avocat. En 1902-1903, il est chef adjoint du cabinet d'Ernest Vallé au ministère de la Justice. Mais un drame marque cette période : le 8 mai 1902, il perd toute sa famille au cours de l'éruption de la montagne Pelée, en Martinique.

### Parcours politique
Candidat aux élections législatives de 1906 dans la première circonscription de la Martinique, Henry Lémery est battu au premier tour par Osman Duquesnay. En 1909, c'est à Paris qu'il brigue un mandat parlementaire, à la faveur d'une élection partielle. Lors des élections législatives de 1914, il se porte à nouveau candidat en Martinique, où il est élu député au premier tour avec 67,7 % des suffrages. Il est battu lors du scrutin de 1919 par Joseph Lagrosillière.
Bien qu'ayant été exempté de conscription de par son origine coloniale, il s'engage comme soldat dès la déclaration de guerre en 1914 et se démarque en Champagne, à Verdun et dans la Somme. De retour au Parlement, il est nommé sous-secrétaire d'État aux Transports maritimes et à la Marine marchande le 16 novembre 1917, au sein du second gouvernement Clemenceau. Il est le premier originaire de l'Outre-mer à être nommé dans un gouvernement français. Le 5 décembre 1918, il quitte le gouvernement contre l'avis de Georges Clemenceau, qui souhaitait le nommer ministre des Stocks.
Élu sénateur de la Martinique en 1920, il est battu lors des élections sénatoriales de 1924 mais fait son retour au Sénat à la suite de l'annulation de l'élection de son adversaire, Fernand Clerc. Il siège d'abord dans le groupe de la Gauche démocratique avant de le quitter pour devenir indépendant. Partisan de l'assimilation de la Martinique à la France, le 7 août 1919, Henry Lémery propose au Sénat une loi visant au classement des colonies antillaises en départements français.
Henry Lémery est nommé garde des Sceaux par Gaston Doumergue le 15 octobre 1934. Il occupe cette fonction 24 jours, jusqu'à la fin du gouvernement, le 8 novembre suivant. En 1938, il fonde une association anticommuniste, la Société des Amis de la Russie nationale, en compagnie du journaliste franco-russe Arsène de Goulevitch (dit François de Romainville).

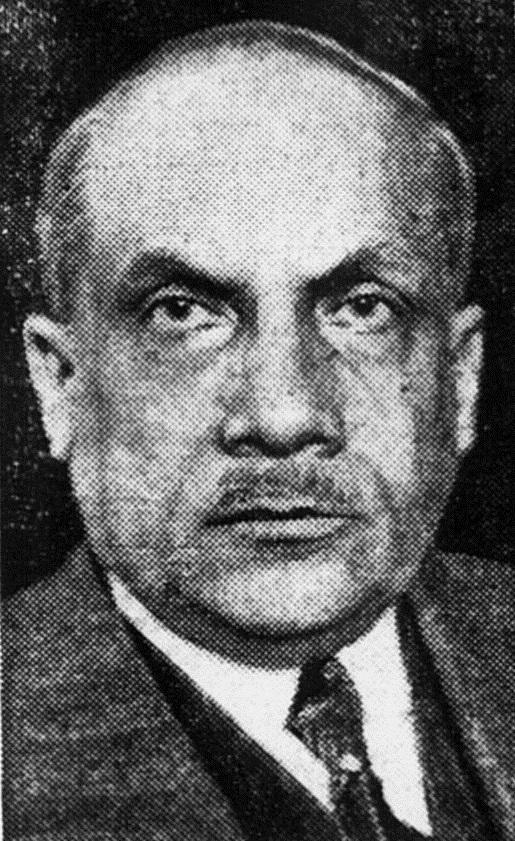
Henry Lémery en 1940.

Sous le régime de Vichy, Henry Lémery est brièvement ministre-secrétaire d’État aux Colonies du gouvernement Laval (du 12 juillet au 6 septembre 1940). Il étend  aux colonies les lois des 13 et 18 août 1940, interdisant les sociétés secrètes et les réunions spontanées des conseils généraux. Apprenant qu'Hitler aurait, à son sujet, dit que la France était en train de se « négrifier », il lui écrit : « Non, monsieur Hitler, c'est l'Afrique qui est en train de se franciser. » Toutefois, la citation est probablement apocryphe car l'allusion au Vernegerung date de Mein Kampf. Germanophobe, il reste l'une des personnes les plus proches du maréchal Pétain, qu'il a connu dans des gouvernements précédents, mais est écarté du gouvernement de Pierre Laval, probablement en raison de sa mésentente avec Paul Baudouin mais pas pour des motifs racistes, contrairement à ce qui est souvent affirmé. Son mandat de sénateur expire officiellement le 31 décembre 1941, mais il ne l’est plus de facto après l’arrivée au pouvoir du maréchal Pétain, qui ne réunit pas une seule fois le Parlement durant toute l’Occupation.
Arrêté et emprisonné à la prison de Fresnes pour son soutien au régime de Vichy, mais libéré peu de temps après, il est acquitté par la Haute Cour de justice en 1947 pour faits de résistance. Il fait ensuite partie de l'Association pour défendre la mémoire du maréchal Pétain (ADMP).

### Fin de vie, procès et mort
En juin 1965, âgé de 90 ans et retiré de la vie politique, il comparaît devant le tribunal correctionnel pour offense au chef de l'État, le général de Gaulle, dans son livre de souvenirs D'une république à l'autre, paru l'année précédente. La justice lui reproche d'avoir écrit les phrases suivantes : « De Gaulle a exploité à son profit la défaite et le malheur de son pays » ; « Charles de Gaulle sera l'instigateur des opérations dirigées contre la France à Mers el-Kébir, à Dakar et en Syrie » ; « Il a bafoué la justice dont il a fait l'instrument de ses colères et de ses rancunes » ; « Il a préféré isoler diplomatiquement et militairement la France plutôt que de ne pas être le premier et le chef d'orchestre des nations occidentales. » Ces phrases sont considérées comme « une interprétation personnelle particulièrement désobligeante, présentée sous une forme blessante » et comme « une interprétation non conforme à la vérité historique ». Henry Lémery est condamné à mille francs d'amende, à la destruction des pages incriminées et à la saisie des livres qui seraient mis en vente sans avoir subi cette amputation.
Henry Lémery meurt le 26 avril 1972 à son domicile du 7e arrondissement de Paris, à l'âge de 97 ans.

## Détail des mandats et fonctions

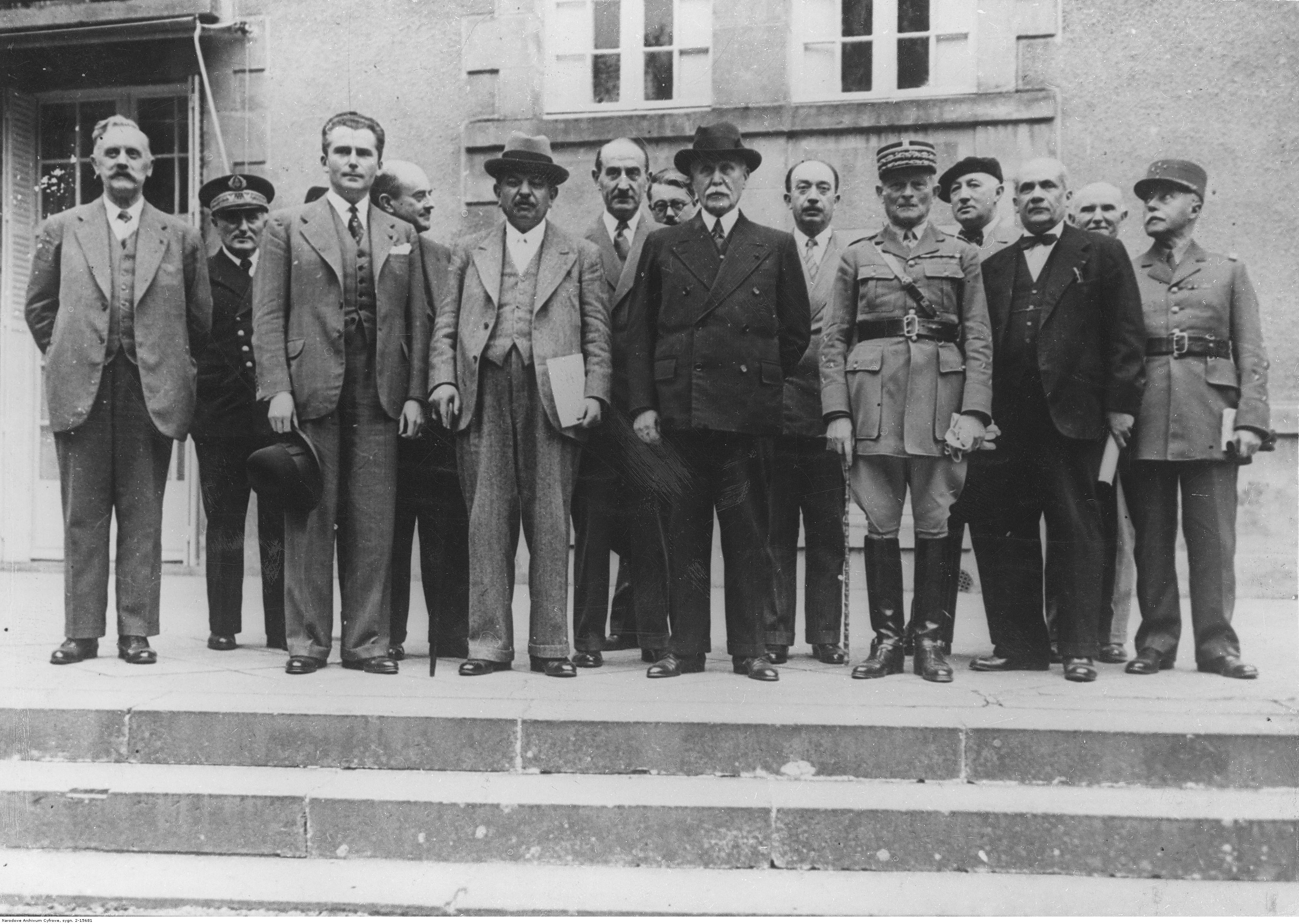
Le gouvernement Laval autour du maréchal Pétain : Henry Lémery est avant-dernier au premier rang.

### Au gouvernement
- 12 juillet – 6 septembre 1940 : ministre-secrétaire d’État aux Colonies (gouvernement Laval V).
- 15 octobre – 8 novembre 1934 : garde des Sceaux, ministre de la Justice (gouvernement Doumergue II).
- 17 novembre 1917 – 5 décembre 1918 : sous-secrétaire d’État aux Transports maritimes et à la Marine marchande (gouvernement Clemenceau II).

### Au Parlement
- 27 avril 1924 – 10 juillet 1940[b] : sénateur de la Martinique.
- 18 janvier 1920 – 5 janvier 1924 : sénateur de la Martinique.
- 1er juin 1914 – 7 décembre 1919 : député de la première circonscription de la Martinique.

## Synthèse des résultats électoraux
Sauf précision contraire, les résultats ci-dessous proviennent du Journal officiel de la Martinique.

### Élections législatives
| Date | Date        | Circonscription         | Voix   | %    | Issue      |
| ---- | ----------- | ----------------------- | ------ | ---- | ---------- |
| 1906 | 6 mai       | 1re de la Martinique    | 4 968  | 47,9 | Battu      |
| 1909 | 23 mai      | 2e du 12e arr. de Paris | 8      | 0,1  | Battu      |
| 1914 | 26 avril    | 1re de la Martinique    | 6 868  | 67,7 | Élu        |
| 1919 | 30 novembre | Martinique              | 7 867  | 25,0 | Ballottage |
| 1919 | 14 décembre | Martinique              | 13 499 | 20,6 | Battu      |

### Élections sénatoriales
| Date | Date       | Circonscription | Voix | %    | Issue |
| ---- | ---------- | --------------- | ---- | ---- | ----- |
| 1920 | 18 janvier | Martinique      | 196  | 63,8 | Élu   |
| 1924 | 6 janvier  | Martinique      | 135  | 49,8 | Battu |
| 1924 | 27 avril   | Martinique      | 147  | 54,4 | Élu   |
| 1932 | 16 octobre | Martinique      | 155  | 52,2 | Élu   |

## Décorations
- Chevalier de la Légion d'honneur[20].
- Croix de guerre 1914–1918[20].
- Commandeur de l'ordre du Mérite maritime[20].

## Publications
- De la guerre totale à la paix mutilée, Alcan, 1931.
- La Révolution française à la Martinique, Larose, 1936.
- La Justice du Frente popular en Espagne, Éditions de France, 1937.
- La Tragédie espagnole, ACIP, 1938.
- La Russie et la France, Amis de la Russie nationale, 1938.
- L'Heure de la Russie nationale, Amis de la Russie nationale, 1940.
- De la paix de Briand à la guerre de Hitler, Vigneau, 1949.
- D'une république à l'autre : Souvenirs de la mêlée politique 1894-1944, La Table Ronde, 1964.